# Route départementale 936 (Yvelines)
Pour les articles homonymes, voir Route départementale 936.
La route départementale 936 ou D936, qui est l'ancienne RN 836, est un axe de circulation du département français des Yvelines dont elle traverse la partie sud selon un axe orienté nord-ouest - sud-est.
Cette orientation, tangentielle aux pôles d'activité majeurs du département tels que Versailles et Saint-Quentin-en-Yvelines, ainsi que l'éloignement (la route est au mieux à 24 kilomètres de Saint-Quentin-en-Yvelines et à 35 de la préfecture) la rendent peu sujette à une circulation abondante. Il n'y a pas non plus sur son parcours ou vers ses extrémités de ville importante autre que Rambouillet, la sous-préfecture, ce qui fait que la majeure partie de la circulation se fait à partir ou vers elle. À l'instar de petites villes de province, la circulation dans Rambouillet y est abondante aux heures de pointe, allers et retours du travail, entrées et sorties d'écoles. De plus, la départementale passe dans le centre-ville et devant l'entrée du château de Rambouillet, lieux où l'animation et la circulation sont les plus importantes.
Hors de Rambouillet, la D936 n'a qu'une fonction de circulation locale, de ville à ville.

## Itinéraire
Dans le sens nord-ouest - sud-est, les communes traversées sont :
- Bourdonné : la D936 commence à quelque 400 mètres de l'extrémité sud de l'agglomération, à partir de la route départementale 983 (Drocourt - Le Tartre-Gaudran), en direction du sud-est ; son tracé ne fait qu'environ 600 mètres sur le territoire communal ;
- Condé-sur-Vesgre : la route évite le centre du village en passant par le hameau du Hallier à l'est, croise la route départementale 63 (route condéenne la reliant à la route départementale 71 qui mène à Grandchamp) et, avec le nom de route de Saint-Léger, pénètre dans la forêt de Rambouillet ;
- Saint-Léger-en-Yvelines : après une longue ligne quasiment droite dans la forêt, la D936, route de Houdan, pénètre dans le village, y croise la fin et le début (en raison de sens uniques) de la route départementale 138 qui mène à Montfort-l'Amaury puis le début de la route départementale 61 qui mène aux Bréviaires et Bullion et continue dans la forêt en direction du sud avec le nom de route de Rambouillet ;
- Poigny-la-Forêt : la route, devenue route de Saint-Léger, évite Poigny par l'est et croise la route départementale 108 qui, elle, mène au village, puis la route départementale 107 qui mène également au village puis vers Raizeux ;
- Rambouillet : la D936, toujours dans la forêt, pénètre sur le territoire communal avec le nom de route de Saint-Léger jusqu'à un carrefour où elle prend le nom de route de Groussay et où commence la route départementale 937, simple route de jonction avec la route départementale 151 exclusivement rambolitaine comme la précédente et qui relie la route nationale 10 au centre de Rambouillet ;
  - durant la traversée de la ville proprement dite, la D936 est à sens unique dans le sens sud-nord, depuis la place Félix Faure (centre-ville commercial) jusqu'au carrefour où commence la rue de Groussay en prenant les noms de rue du Général de Gaulle, place de la Libération devant l'hôtel de ville, rue Raymond Poincaré et rue de la Motte ;
  - pour circuler dans le sens nord-sud, il convient, à la fin de la rue de Groussay, de prendre à gauche la rue de la Providence, à droite la rue Maurice Dechy, à gauche la rue Gambetta qui passe devant la poste de Rambouillet, et enfin, sur la droite, la rue du Général Humbert qui ramène à la place Félix Faure ;
  - à partir de la place Félix Faure, la D936 devient la rue Georges Lenôtre et fusionne avec la route départementale 906 (Saint-Rémy-lès-Chevreuse - Saint-Hilarion) sur environ 200 mètres, puis continue vers le sud, croise l'extrémité sud de la route départementale 151 (cf. entrée nord de Rambouillet) puis l'extrémité nord de la route départementale 150 (vers Orphin), longe la zone d'activités avec centre commercial du Bel Air et rejoint la route nationale 10 (Montigny-le-Bretonneux - Urrugne) ;
  - tandis que la RN10 continue son tracé vers le sud, un échangeur permet à la D936 de reprendre la direction du sud-est ;
- Sonchamp : légèrement au sud du Bois de Saint-Benoît, la D936 traverse une plaine agricole qui est en fait l'extrémité nord de la plaine de Beauce, passe par les hameaux de Greffiers et de La Hunière, entre dans le village, croise le début de la route départementale 176 (vers Orphin et Émancé), et en sort pour pénétrer dans le bois de Saint-Benoît ;
- Saint-Arnoult-en-Yvelines : la départementale finit son parcours forestier pour devenir la rue de la Boucauderie et, peu après l'entrée dans le village, s'achève à l'intersection avec la route départementale 988 (Bonnelles -Ablis).